# 学習障害
学習障害（がくしゅうしょうがい、英: learning disability、LD）は、単一の障害ではなくさまざまな状態が含まれる。医学、心理学、教育学の分野にまたがって研究が進められ、それぞれで若干概念が異なっている。バランス感覚を欠き、身体の協調運動の困難を合わせ持つ子も多いため、リハビリテーション医学の分野でも研究が行われている。
種類には、読解（ディスレクシア）、数学（ディスカルキュリア）、書き取り（ディスグラフィア）などがある。
有病者は、イギリスでは150万人。イギリスでは、学習障害看護、という学習障害の当事者やその家族を支援する専門分野が、看護学の中に立上っている。

## 定義
日本では旧文部省が1999年、学習障害を定義している。
また、アメリカ合衆国の連邦合同委員会が出した定義もよく知られている。
文中の「精神遅滞」は今日、日本では一般に知的障害と呼ばれるものであるが、原文通りに訳した。
LDは、「言語性LD」と「非言語性LD」に大別されていたが、高機能自閉症やアスペルガー症候群等の高機能広汎性発達障害（あるいは、知的障害を有する自閉症を含めた自閉症スペクトラム）の位置づけの明確化や、オプトメトリストらによって視空間認知の問題が整理にされるに従い、2つの大別の仕方は用いられなくなってきている。

## 種別
- Reading disorder (ICD-10 and DSM-IV codes: F81.0/315.00)
  - 読字障害（ディスレクシア）など
- Disorder of written expression (ICD-10 and DSM-IV-TR codes 315.2)
  - 書字障害（ディスグラフィア（英語版））など
- Math disability (ICD-10 and DSM-IV codes F81.2-3/315.1)
  - 算数障害（ディスカルキュリア）など

ICD-10では、学力の特異的発達障害（Specific developmental disorders of scholastic skills）と呼び、特異的読字障害、特異的書字障害、算数能力の特異的障害、学習能力の混合性障害、その他の学習能力発達障害、学習能力発達障害詳細不明 に細分されている。
DSM-IV-TRでは学習障害と呼び、算数障害、読字障害、書字表出障害、特定不能の学習障害に細分されていた。
DSM5では、限局性学習症/限局性学習障害（SLD、Specific learning disorder）と呼ぶ。DSM-IV-TRで細分していた障害は、包括され重なる病態（スペクトラム）として再定義された限局性学習障害の1形態となり、読み・書き・計算という領域を示す識別語を付加して示されるものとなった。また重症度を軽度・中度・重度の3段階に評価するようになった。

## 社会的状況
LDの子は全体的な能力で劣っているのではないので高校、大学への進学もケースにより可能であり、こうした子どもたちの人権を擁護する団体もある。障害に合わせた支援があれば十分に習熟・卒業が可能である。
2000年から、日本LD（学習障害）学会が学会認定資格として、LD教育士という資格を設けたが、2005年度より資格認定協会を独立させ、「特別支援教育士（LD・ADHD 等）」と名称を変更している。資格認定協会は法人化の動きもある。
学校教育では、2006年4月1日より通級の対象となり、2007年4月からは特別支援教育の対象にもなっている。しかし、視覚障害・聴覚障害・知的障害・肢体不自由等障害などと比べて対応が遅れている。LDの子供たちが適切な支援教育を受けられる環境はまだ十分に整っていない。